# Diecezja Pistoia
Diecezja Pistoia, łac. Dioecesis Pistoriensis – diecezja Kościoła rzymskokatolickiego we Włoszech, w metropolii Florencji, w regionie kościelnym Toskania.
Została erygowana w III wieku. W latach 1653–1954 diecezja nosiła nazwę Pistoia i Prato. 25 stycznia 1954 wydzielono z niej odrębną diecezję Prato.